# Shorewood Hills (Wisconsin)
Shorewood Hills es una villa ubicada en el condado de Dane en el estado estadounidense de Wisconsin. En el Censo de 2010 tenía una población de 1.565 habitantes y una densidad poblacional de 753,43 personas por km².

## Geografía
Shorewood Hills se encuentra ubicada en las coordenadas 43°4′44″N 89°26′48″O / 43.07889, -89.44667. Según la Oficina del Censo de los Estados Unidos, Shorewood Hills tiene una superficie total de 2.08 km², de la cual 2.08 km² corresponden a tierra firme y (0%) 0 km² es agua.

## Demografía
Según el censo de 2010, había 1.565 personas residiendo en Shorewood Hills. La densidad de población era de 753,43 hab./km². De los 1.565 habitantes, Shorewood Hills estaba compuesto por el 91.25% blancos, el 0.96% eran afroamericanos, el 0.06% eran amerindios, el 5.18% eran asiáticos, el 0% eran isleños del Pacífico, el 0.06% eran de otras razas y el 2.49% pertenecían a dos o más razas. Del total de la población el 3.83% eran hispanos o latinos de cualquier raza.